# Freienwill
Freienwill ist eine Gemeinde bei Flensburg im Kreis Schleswig-Flensburg in Schleswig-Holstein.

## Geographie
Die Gemeinde Freienwill liegt in der Landschaft Angeln.
Das Gemeindegebiet besteht aus den Ortsteilen: Kleinsolt (dänisch: Lille Solt), Kleinsolt-Heidefeld, Kleinsoltholz (Lillesoltskov), Kleinwolstrup (Lille Volstrup) und Wielenberg (Vilbjerg).
Die Siedlungsstruktur der einzelnen Dörfer im Gemeindegebiet ist unterschiedlich. Während Freienwill ein Straßendorf ist, ist Kleinwolstrup ein Haufendorf.

## Geschichte
Im Gemeindegebiet sind Hünengräber aus der Bronzezeit erhalten. Das Dorf Freienwill entstand durch eine „freiwillige“ Aussiedlung aus dem Dorf Kleinwolstrup. Bis 1936 war das Dorf Freienwill an eine von Flensburg kommende Kleinbahnstrecke, die durch Angeln führte, angeschlossen.
Am 24. März 1974 wurde die Gemeinde Freienwill als Zusammenschluss der Gemeinden Kleinsolt und Kleinwolstrup gebildet.

## Politik

### Gemeindevertretung
Die Gemeindevertretung besteht aus 13 Sitzen. Seit der Kommunalwahl 2023 hat die CDU dabei sieben Sitze und die Kommunale Wählergemeinschaft (KWG) sechs.

### Wappen
Blasonierung: „Geteilt von Blau und Gold. Oben ein aus einem Blatt und zwei Früchten bestehender Eichenzweig zwischen zwei begrannten Getreideähren, unten eine aus Granitquadern gemauerte, oben mit einem schwarzen eisernen Geländer versehene Brücke in verwechselten Farben.“
Die Teilung des Gemeindewappens in zwei gleich große Hälften nimmt Bezug auf den 1974 erfolgten Zusammenschluss der Dörfer Kleinsolt und Kleinwolstrup zu einer Gemeinde mit dem Namen Freienwill. Die neue Gemeinde nennt sich damit nicht nach einer der Ursprungsgemeinden, sondern hat sich den traditionellen Namen eines im Ortsteil Kleinwolstrup gelegenen Wohnplatzes beigelegt. Durch die Ähren wird die Landwirtschaft vertreten. Sie bildet bis heute die wesentliche wirtschaftliche Grundlage für die Gemeinde. Der Ortsteil Kleinsolt liegt an der Kielstau, über welche die im Wappen unten abgebildete historische Granitquaderbrücke im Ortsbereich führt. Der Eichenzweig charakterisiert den Ortsteil Kleinwolstrup als das Waldgebiet der Gemeinde. Die Schildfarben Gold und Blau stehen nicht nur für die Getreideernte und das Wasser der Au, sondern sind auch die traditionellen Farben des Landesteils Schleswig.

## Wirtschaft

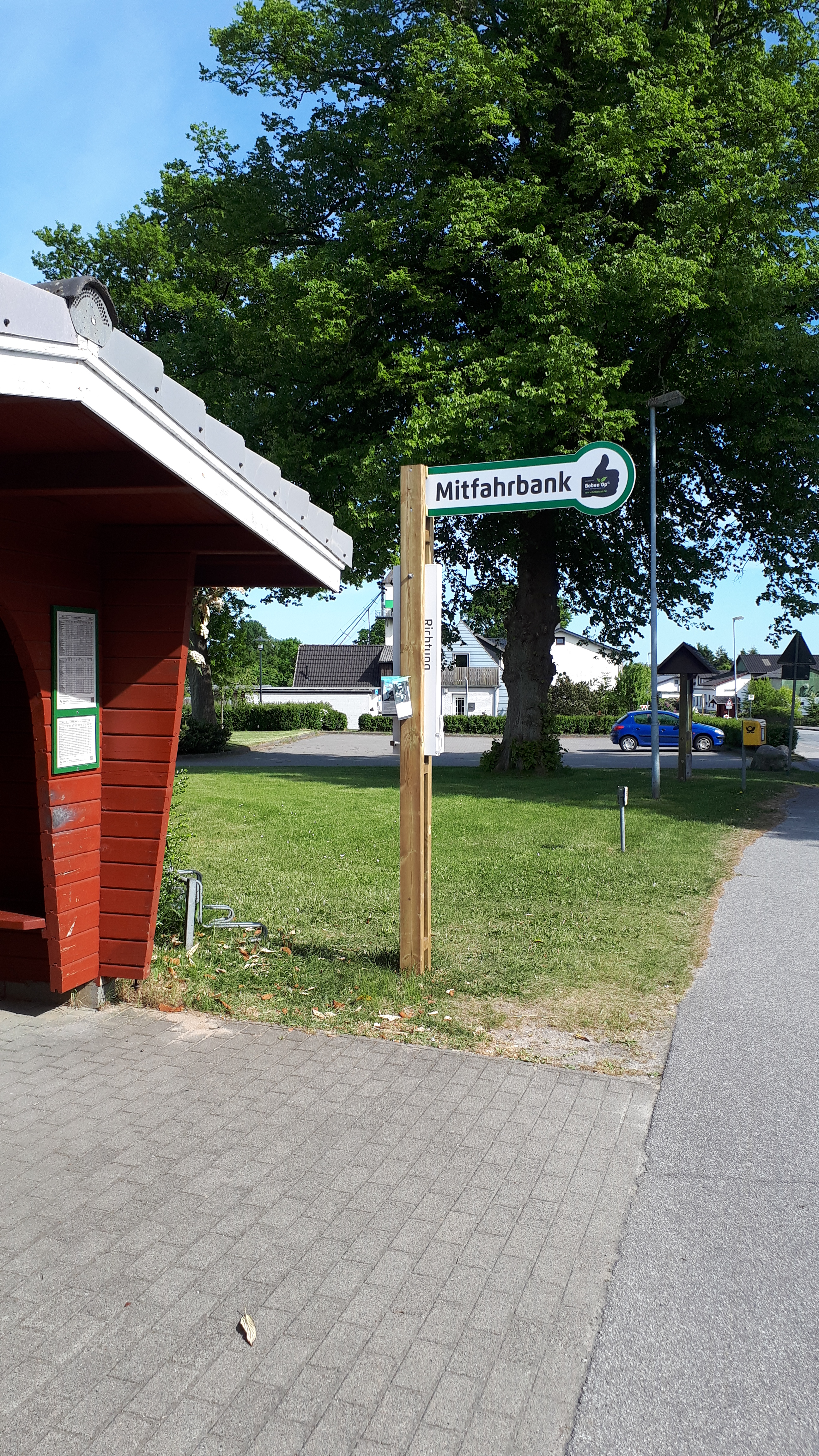
Mitfahrbank in Freienwill

Die Gemeinde hat sich von einer landwirtschaftlichen Prägung hin zu einem Gewerbe- und Dienstleistungszentrum entwickelt. Außerdem bestehen großflächige Wohngebiete.

## Verkehr
Freienwill zählt zu den Gemeinden, in denen zur Verbesserung der Mobilität von Personen ohne Auto (wie Ältere, Jugendliche) als Ergänzung zum öffentlichen Personennahverkehr eine Mitfahrbank aufgestellt wurde. Durch das Platznehmen auf der Mitfahrbank an der Eckernförder Landstraße werden kostenlose Mitfahrten in privaten Fahrzeugen ermöglicht; die gewünschte Richtung kann durch herausklappbare Schilder angezeigt werden.
Die Landesstraße 23 verbindet Flensburg an der Bundesstraße 199 über Wielenberg und Freienwill mit Brebel an der Bundesstraße 201.

## Sehenswürdigkeiten
In der Liste der Kulturdenkmale in Freienwill stehen die in der Denkmalliste des Landes Schleswig-Holstein eingetragenen Kulturdenkmale.
Der Höckeberg ist mit über 82 Metern die höchste Erhebung der Angelns.
Der Fernmeldeturm Freienwill (auch als Fernmeldeturm Flensburg-Freienwill bezeichnet) ist ein in den Jahren 1974/1975 errichteter Fernmeldeturm der Deutschen Telekom in Stahlbetonbauweise Der als Typenturm vom Typ FMT 2/73 ausgeführte Turm ist mit 174 Metern Gesamthöhe einer der höchsten Typentürme überhaupt. Der Turm ist weithin sichtbar und ist sogar vom hohen Flensburger Rathaus, am Rande der Flensburger Innenstadt, noch zu erkennen.
In Freienwill befindet sich die St.-Johannes-Kirche zu Kleinsolt aus dem 12. Jahrhundert.
In Kleinsoltfeld ist mit der Grühbrücke die einzige Granitquader-Einbogenbrücke in Angeln erhalten. Sie steht heute unter Denkmalschutz.

## Freizeit- und Sportanlagen
Der nahe Holmarksee ist im Sommer als Freibad unter Aufsicht der DLRG nutzbar.